# ポゴス・マキンツャン
ポゴス・ムクルトゥイチェヴィチ（ムクルトチ）・マキンツャン（ロシア語: Погос Мкртычевич Макинцян、アルメニア語: Պողոս Մկրտչի Մակինցյան、1884年4月20日 - 1938年7月18日）は、アルメニア人の政治家・作家（自称は歴史家）。ロシア語名はパーヴェル・ニキーチチ（二キートヴィチ）・マキンツィアン (Павел Никитич (Никитович) Макинциан) とも。

## 生涯
1884年4月20日にロシア帝国エリヴァニ県ニジニー・アクリスで生まれ、1906年にラザレフ東方言語学院（同級生にアレクサンドル・ミャスニコフ、ヴァハン・テリアン、ツォラク・ハンザジャン (hy) らがいた）を卒業してモスクワ大学歴史・文献学部 (ru) に進んだ。在学中の1910年から1912年にかけてはテリアン、ホヴァネス・トゥマニアン、アヴェティク・イサハキアンらとともに文芸・芸術年鑑『春』を3号編集し、1912年にモスクワ大学を卒業した。1915年7月からはヴャチェスラフ・イヴァノフに招かれて『アルメニア文学選集』の編集に参加し、ヴァレリー・ブリューソフの翻訳や序文の執筆（テリアン、マクシム・ゴーリキーと共著）を担当した。同年にエチミアジンのゲヴォルギアン神学校 (en) に招かれて文学を教え、エレヴァンのガラニアン教区学校でもロシア語を教えた。翌1916年には『ムシャク』(en) 紙に評論の連載を持ち、『アルメニアの詩』アンソロジーにも参加し、ブリューソフやゴーリキーを支援した。『共産党宣言』の最初のアルメニア語訳者の一人にもなり、1917年からボリシェヴィキ党員となった。
1918年からモスクワへ戻り、7月1日から翌1919年4月20日までロシア社会主義連邦ソビエト共和国民族問題人民委員部のアルメニア人部門で働いて次官までなった。1919年にはアルメニア語のラテン文字化にも着手したが、これには失敗している。1919年から翌1920年にかけてはチェーカー文芸局局長として『チェーカー・レッドブック』を監修し、ロシア共和国教育人民委員部少数民族部部長も務めた。1920年から翌1921年にはチェーカー少数民族局局長でもあった。1921年3月にはアスカナズ・ムラヴャンとともにアルメニア共和国代表として、トルコとの間に結ばれたカルス条約に署名している。さらに同年4月から7月までアルメニア共和国内務人民委員、11月14日から翌1922年8月7日まで教育人民委員も務めた。1921年には人民委員会議副議長も務め、その後も経済分野で活動。アルメニア共産党中央委員会、アルメニア共和国およびザカフカース連邦共和国の中央執行委員会メンバーにも選出された。
その後は外交官として1922年から1925年までイスタンブールで、1927年までミラノとパリで活動。文学者としても、1923年から1925年にはテリアン作品集4巻揃を編集し、また『沈鐘』（de, ゲアハルト・ハウプトマン）、『ドン・キホーテ』（ミゲル・デ・セルバンテス）、『ボリス・ゴドゥノフ』（アレクサンドル・プーシキン）のアルメニア語訳や、『ギコル』（hy, トゥマニアン）、『混沌』（hy, アレクサンドル・シルヴァンザーデ）、『マンクチュエ』（グルゲン・マハリ）、『ヘグナルの湧水』（hy, ムクルティチ・アルメン）などのロシア語訳を手がけた。ソビエト連邦作家同盟のメンバーにもなった。
しかし、連邦科学アカデミー・ザカフカース支部科学部門書記を務めていた1937年に逮捕され、翌1938年7月18日に銃殺された。その後、1955年に名誉回復がなされた。